# Стереополина
Карина Наилевна Моргунова, известна под псевдонима Стереополина, е руска певица и авторка на песни, работеща в областта на синтпопа, синтуейва, постпънка и електроклаша. Участвала е в множество музикални фестивали (VK fest, Stereoleto, Motherland, Moscow Music Week, XX Московски фестивал на синтетичния сняг).

## Биография

### Ранни години
Родена е на 5 май 1995 г. в гр. Казан. През 2001 г., на шестгодишна възраст, постъпва в 28-мо Музикално училище в Казан, в клас по пиано. Семейството ѝ не е свързано с изкуството. Като тийнейджърка става член на фолк-метъл група, в която свири на бас китара.
След като завършва гимназия, постъпва в Казанския държавен университет за култура и изкуства, в отдела „Кино и телевизия“.

### Кариера
По време на следването си в института започва работа като главен звукорежисьор в Младежкия театър „на Булаке“ в Казан. Работи там до преместването си в Санкт Петербург, когато е студентка в пети курс.
През август 2018 г. е издаден дебютният ѝ албум „Зоната на здрача“ (на руски: „Сумеречная зона“). През октомври 2018 г. изчиства като подгряващ изпълнител на Молчат Дома в Санкт Петербург, на представянето на албума им „Этажи“.
През януари 2020 г. издава втория си албум „Институт за култура и отдих“ (на руски: „Институт культуры и отдыха“), който се оказва знаков за кариерата ѝ. След издаването на албума Моргунова започва да се занимава с творчество в жанровете синтпоп и ретроуейв. Албумът е включен в няколко годишни класации, а именно на списание „Нож“ и NPR. Песента „Последна среща“ (на руски: „Последнее свидание“) попада в годишните топ-класации на Post-Punk.com и 100 Best Songs на Афиша Daily.
През 2021 г. излиза музикалният видеоклип към песента „Последна среща“, който попада в предаването на MTV „12 злобни зрители“ (на руски: „12 злобных зрителей“) и в класацията Silver Screening на Берлинските музикални видео награди.
През същата година тя издава албума „Институт культуры и отдыха“ (издание на Maschina Records; CD и CD-касета на Siepien Records). През октомври 2021 г. издава третия си албум „Суперлуние“. Албумът е сред 50-те най-добри албума за 2021 г. според The Flow; и сред най-добрите поп албуми според Афиша Daily.
През февруари 2022 г. излиза видеоклипът към песента „Слънчево момче“ (на руски: „Солнечный мальчик“), който е номиниран за най-добро повествование на Берлинските музикални видео награди.
През есента на 2022 г. е издаден третият миниалбум „Гости без бъдеще“ (на руски: „Гости без будущего“). Сред записаните песни е съвместна песен с Льоха Никонов и кавър на песента „Любовта е власт“ (на руски: „Любовь – это власть“) на групата Банда Четирьох. EP-то е включено в класацията на 100-те най-добри албума на годината на списание „Правила жизни“. То е включено в личния топ 10 на най-добрите албуми на 2022 г. от музикалния критик Андрей Бухарин.

## Дискография

### Студийни албуми
- «Сумеречная зона» (2018)
- «Институт культуры и отдыха» (2020)
- «Instrumental» (2020)
- «Суперлуние» (2021)

### Мини-албуми
- EP «Яд» (2018)
- EP «Август» (2019)
- EP «Гости без будущего» (2022)

### Сингли
- Je suis riche feat. Никита Соколов (2018)
- «Немое кино» (2019)
- «Солнечный мальчик» (2020)

### Трибюти
- «Еще громче!» (Тарканы! трибьют) (2021)
- «Мы вышли из Кино 2» (Кино, трибьют) (2022)
- «Колибри», трибьют (2023)
- «Рикошет», трибьют (2023)

### Като гост-изпълнител
- «Через года», Фирма-Однодневка feat. Стереополина (2019)
- «Бежать прочь», Аудиопреступление feat. Стереополина (2020)
- «Пойду гулять», Нюдовый Чес feat. Стереополина (2020)
- «НВГДН», Валентин Дядька feat. Стереополина (2020)
- «Не время для сна», Кирилл Коперник, Paella, Стереополина (2021)
- «Я.Х.Б.С.Т.», MIMIKO feat. Стереополина (2021)
- «Влюбилась нечаянно», розовый рап feat. Стереополина (2021)
- «Б=Л», MIMIKO feat. Стереополина (2022)
- «Секрет», Культурное Наследие feat. Стереополина (2021)
- «В зимнем парке», Гипнобаза feat. Стереополина (2021)
- «Кровавая луна», Rigos feat. Стереополина (2021) - прим. Доступно только на Boosty
- «Лепесток», Парнишка feat. Стереополина (2022)
- «Пора танцевать», Кирилл Коперник feat. Стереополина (2022)
- «Бэдтрип», MIMIKO, Стереополина feat. слеза (2022)
- «Планы», Серцелев, Стереополина (2022)
- «Не смешно», Влажность, Стереополина (2023)
- «Не герой», Колибри трибьют - Komplimenter, Стереополина (2023)
- «Bladerunner», grust200, Стереополина (2023)
- «Прощай, мир!», ГАФТ, Стереополина (2023)
- «Конец времён», Июльские дни, Стереополина (2023)

## Видеография
- „Последнее свидание“ в „Ютюб“, реж. Арсений Кузнецов (2020)
- „Полтинник“ в „Ютюб“, реж. Ксения Морочковская (2021)
- „Солнечный мальчик“ в „Ютюб“, реж. Арсений Кузнецов (2022)
- „Лепесток“ в „Ютюб“, реж. Евгений Климов (2022)